# Liechtenstein en los Juegos Olímpicos de Calgary 1988
Liechtenstein estuvo representado en los Juegos Olímpicos de Calgary 1988 por un total de 13 deportistas que compitieron en 3 deportes.  
El portador de la bandera en la ceremonia de apertura fue el esquiador alpino Andreas Wenzel.

## Medallistas
El equipo olímpico de Liechtenstein obtuvo las siguientes medallas:
| Nombre        | Deporte      | Competición |
| ------------- | ------------ | ----------- |
| Oro           |              |             |
| —             |              |             |
| Plata         |              |             |
| —             |              |             |
| Bronce        |              |             |
| Paul Frommelt | Esquí alpino | Eslalon M   |